# Giovanni Bon
Giovanni Bon, auch Buon oder Bono (* vor 1382 in Campione d’Italia; † frühestens 1442 in Venedig), er nannte sich selbst Zane bon, war Mitglied der in Venedig tätigen Baumeister- und Bildhauerfamilie Bon aus Como (?). Er gilt als bedeutender Vertreter beider Métiers des Übergangs von der Spätgotik zur Frührenaissance.

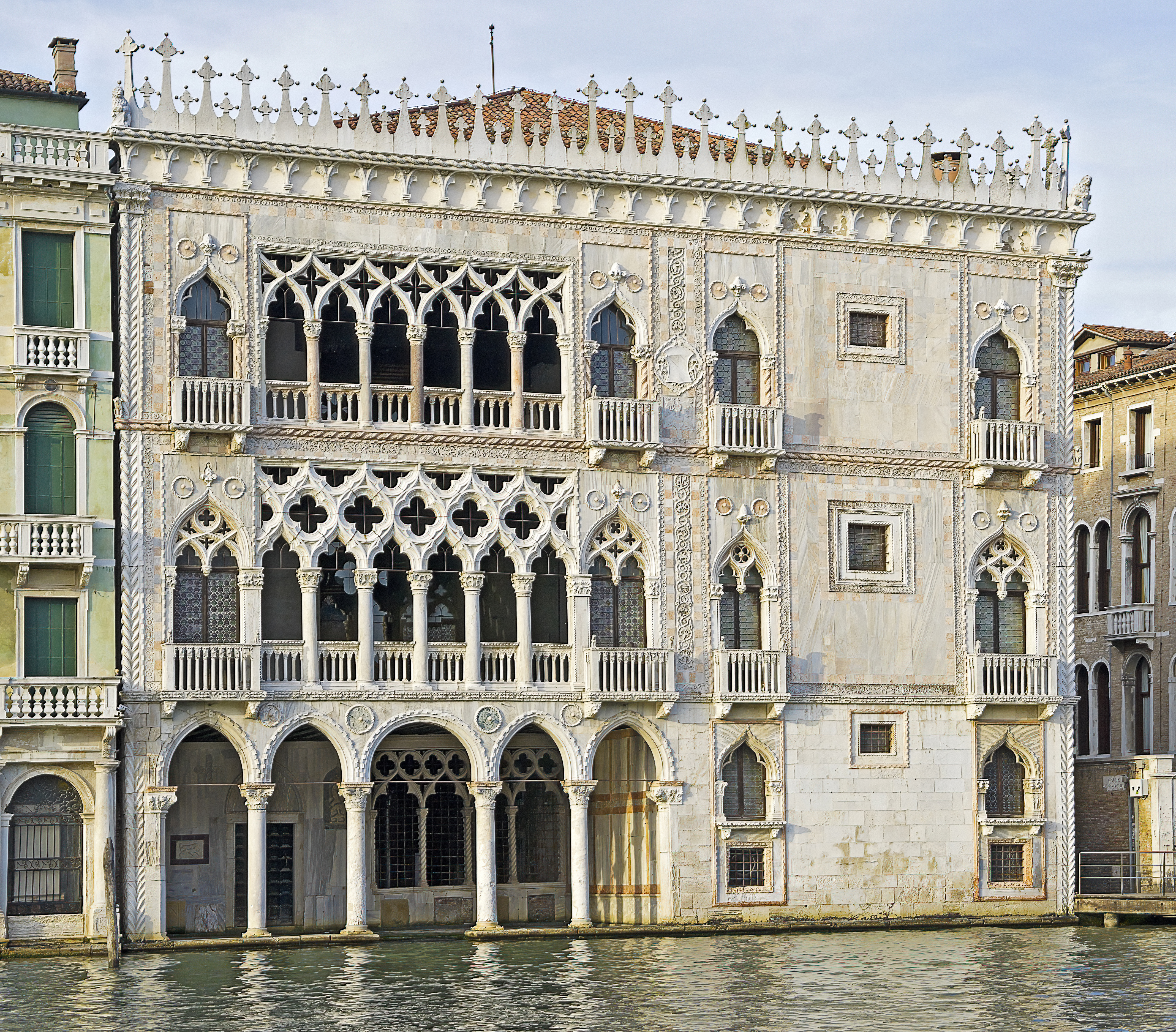
Die Fassade der Ca’ d’Oro, an der Giovanni Bon 1422 bis 1430 führend mitarbeitete

## Leben
Sein Vater war Bertuccio Bon, wobei seine Comascher Familie nicht mit der gleichnamigen venezianischen Adelsfamilie zu verwechseln ist. Die erste Quelle, die Giovanni Bon nennt, stammt aus dem Jahr 1382 und bezeichnet die Contrada um die Kirche Santa Sofia als seinen Wohnort. Zehn Jahre später arbeitete er an der Ausschmückung der Fassade von Madonna dell’Orto mit, für die er wohl einige der Skulpturen anfertigte.
1422 bis 1430 arbeitete er an der Ca’ d’Oro mit, einem der bedeutendsten städtischen Paläste Venedigs. Dort war er zusammen mit seinem Sohn Bartolomeo, sowie mit Marco di Amadeo aus Lugano und dem lombardischen Architekten Matteo Raverti beschäftigt. 1437 erhielt er den Auftrag, das Portal der Scuola Grande di San Marco zu bauen, das allerdings durch einen Brand im Jahr 1485 zerstört wurde. Mit einem Vertrag, den er am 10. November 1438 unterzeichnete, wurde er mit der Überarbeitung der auf die Piazzetta weisenden Seite des Dogenpalastes betraut, dessen Höhepunkt die Porta della Carta darstellt.

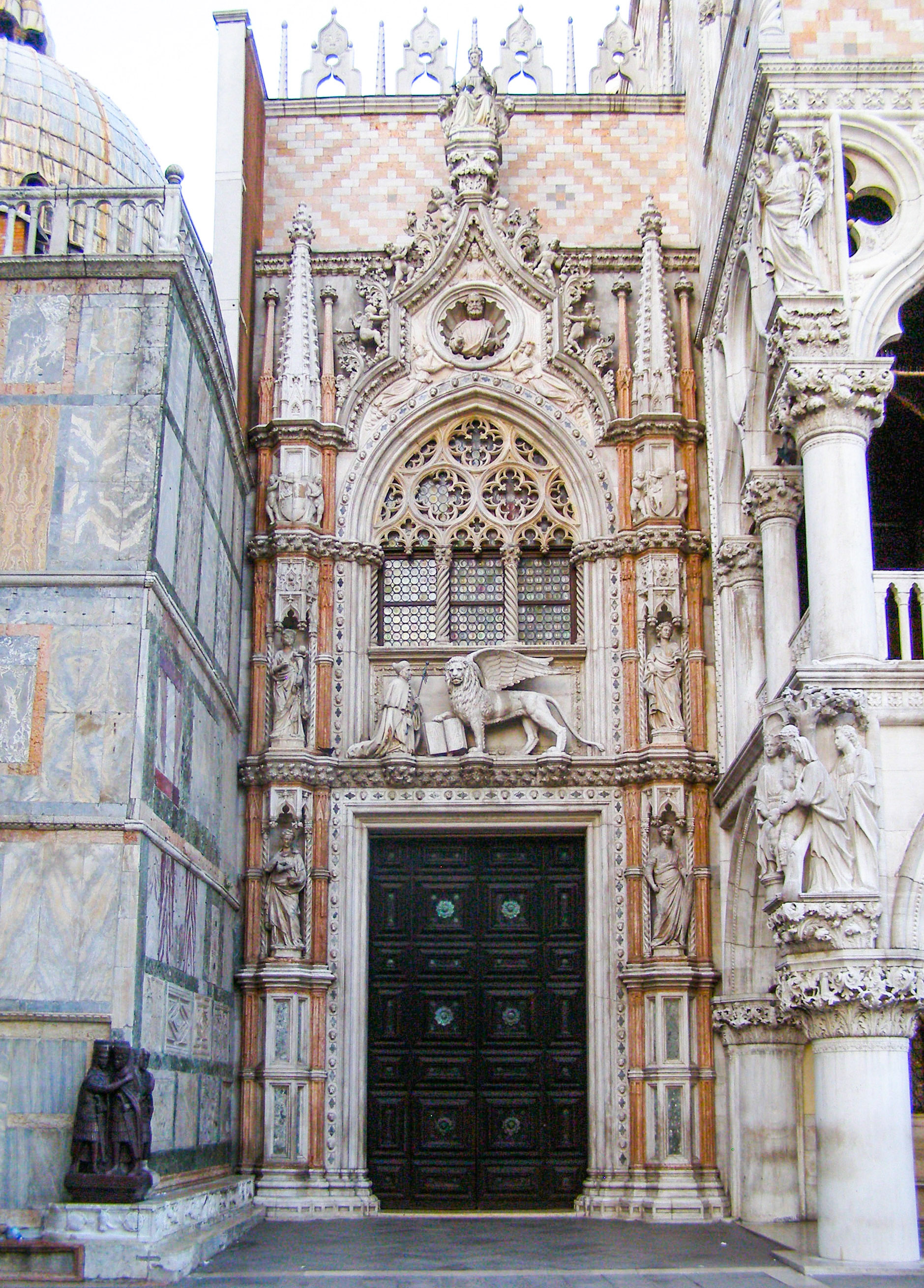
Die Porta della Carta am Dogenpalast, 1797 zerstört, 1885 rekonstruiert

Am 25. März 1442 setzte er sein Testament auf, doch noch am 17. April verpflichtete er sich, zusammen mit seinem Sohn Bartolomeo, die Porta della carta fertigzustellen. Dabei arbeitete der Vater wohl eher im organisatorischen Bereich, denn als Bildhauer. Eine ähnliche Arbeitsteilung dürfte den Bauarbeiten bei der Scuola Grande di Santa Maria della Misericordia zugrunde gelegen haben, auch wenn der Vater die Entlohnung in Empfang genommen hat. Das gilt auch für die Arbeiten am Ospizio Baseggio, in der Corte vecchia della Scuola, einer Scuola, der Giovanni als Mitbruder angehörte.

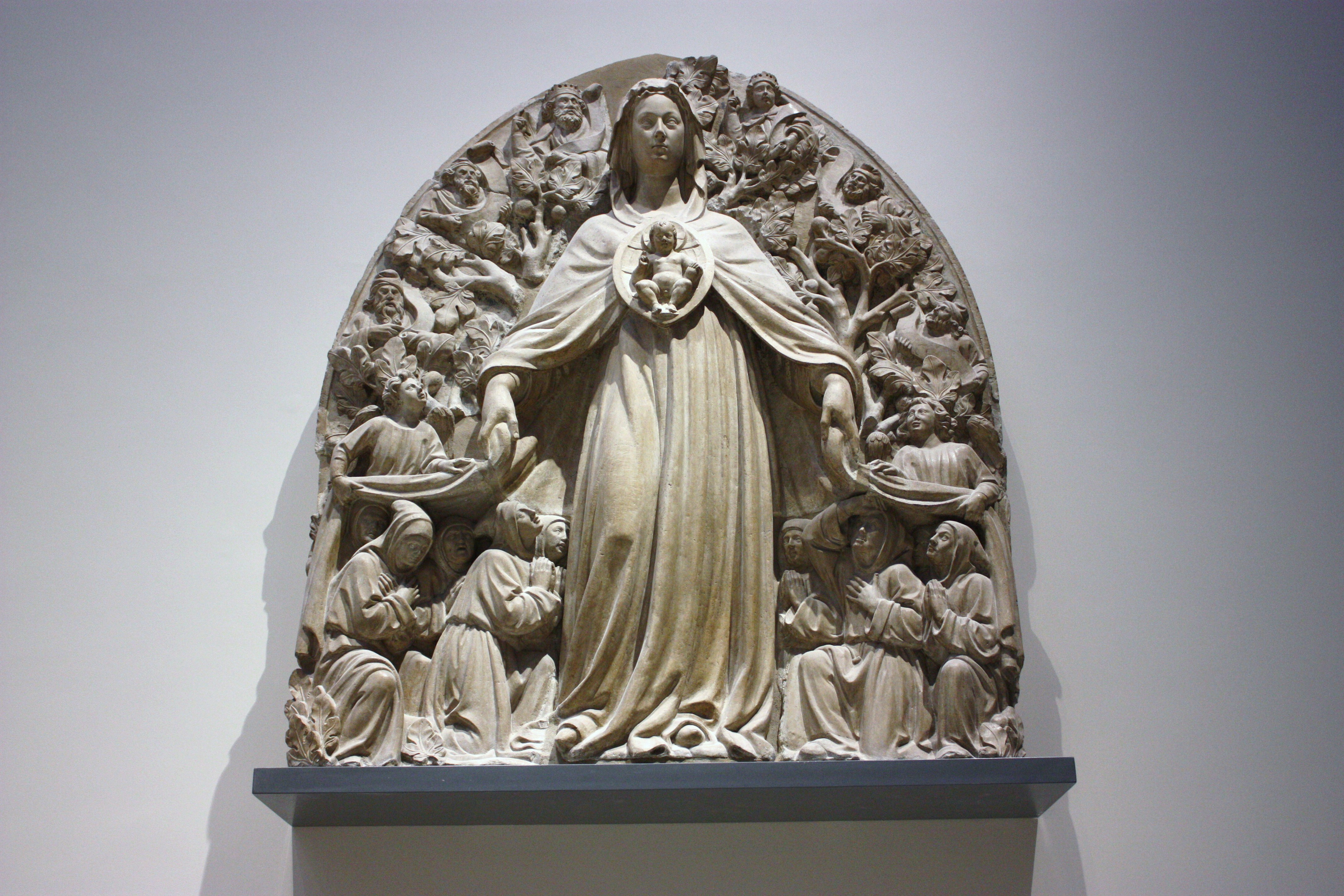
Die häufig Bartolomeo, aber auch Giovanni Bon zugeschriebene Madonna della Misericordia, Victoria and Albert Museum, London

Nicht einfach zu fassen ist sein bildhauerisches Werk. Die drei Skulpturen oberhalb des Altars in der Mascoli-Kapelle in San Marco, die Madonna zwischen dem Heiligen Petrus und dem Heiligen Markus, die einem „Meister des Altars der Mascoli“ zugeschrieben wurde, könnten von ihm stammen. Ähnlich unsichere Zuschreibungen gelten für die Madonna im Presbyterium oder die Balustraden mit den Heiligenbüsten, die sich heute im Museo del Seminario befinden, die wiederum lange den Dalle Masegne zugeschrieben wurden.